# Igreja de São Sebastião (Ponta Delgada)

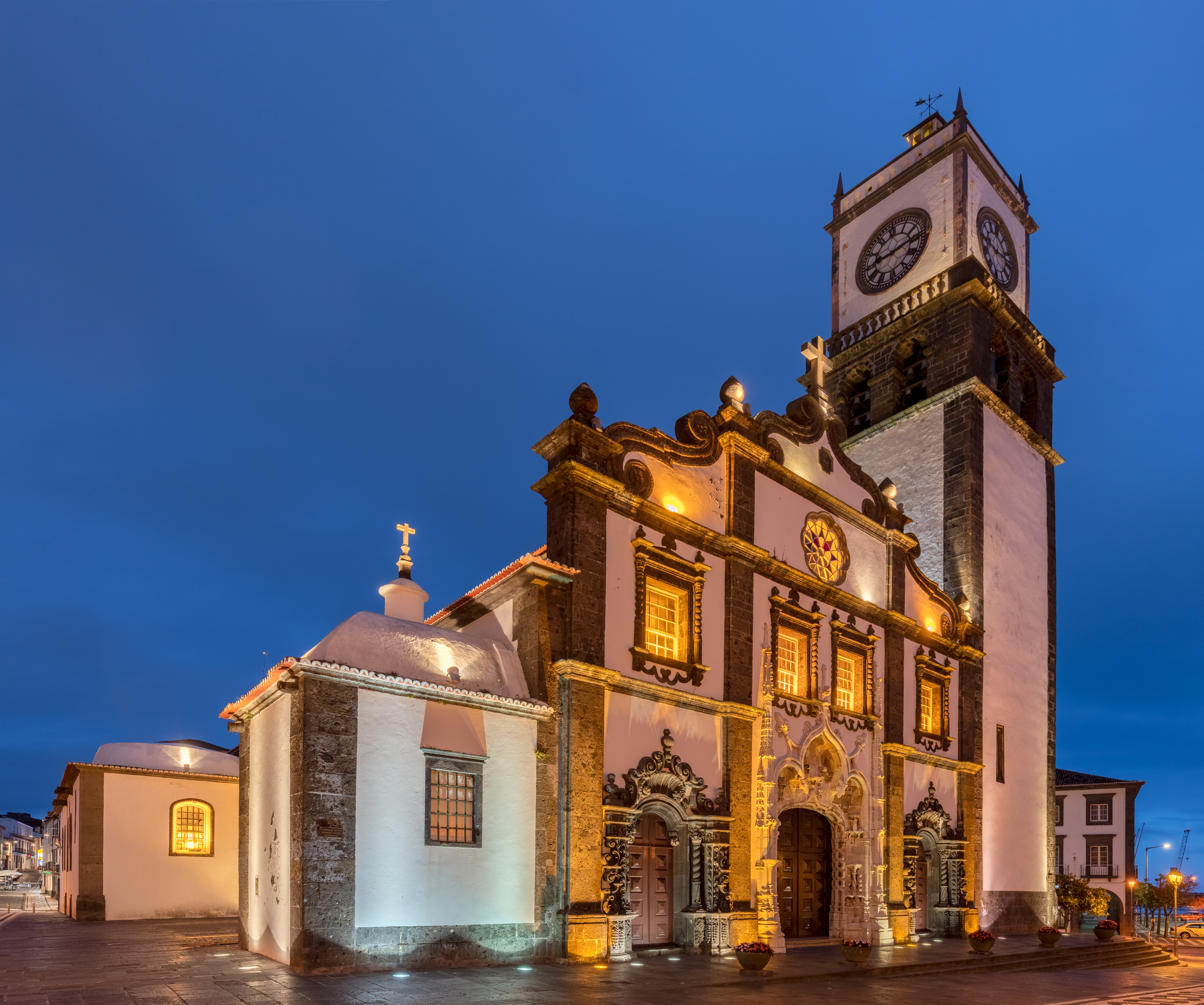
Igreja de São Sebastião, Ponta Delgada.

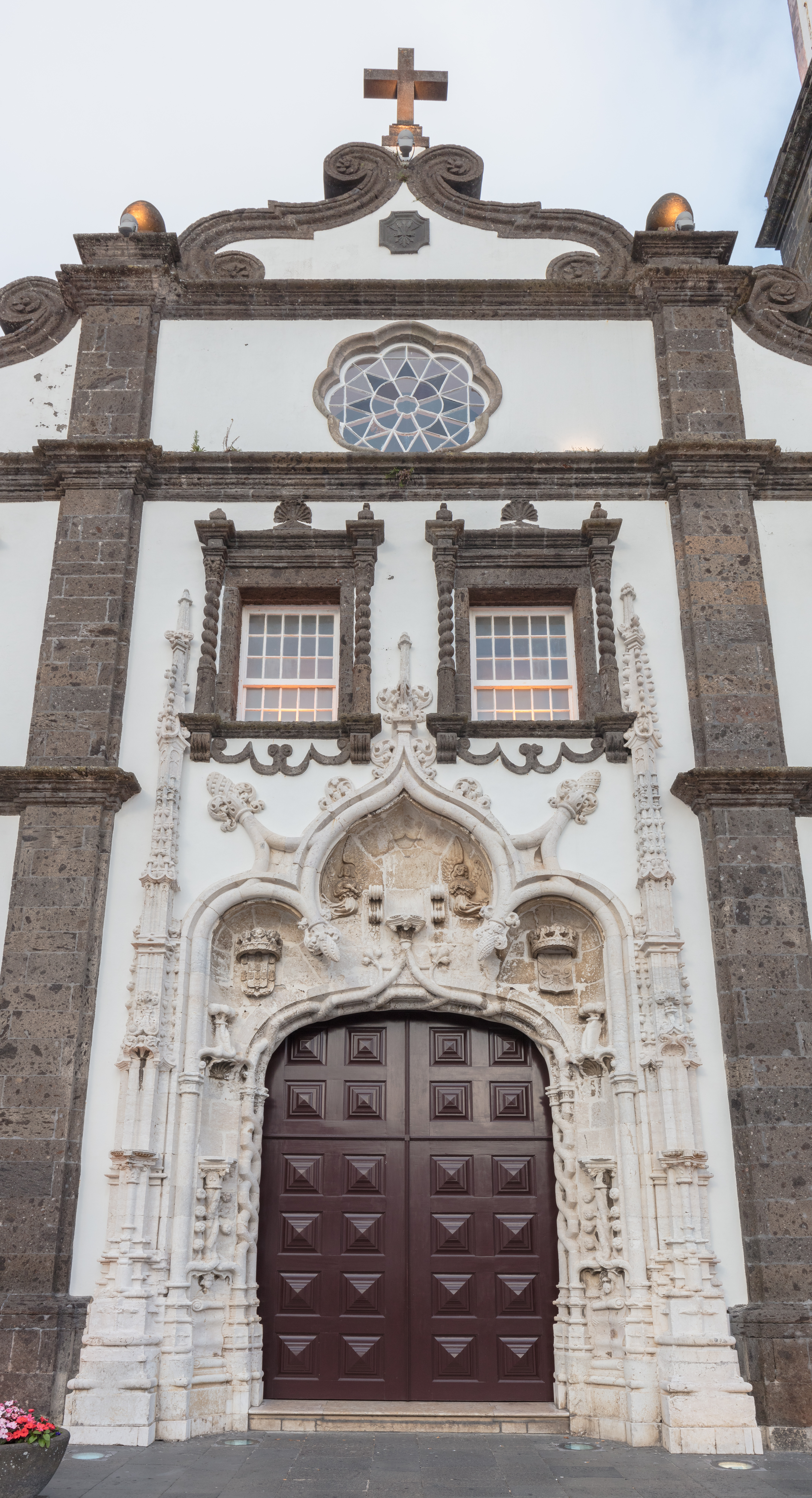
Igreja de São Sebastião: portada manuelina.

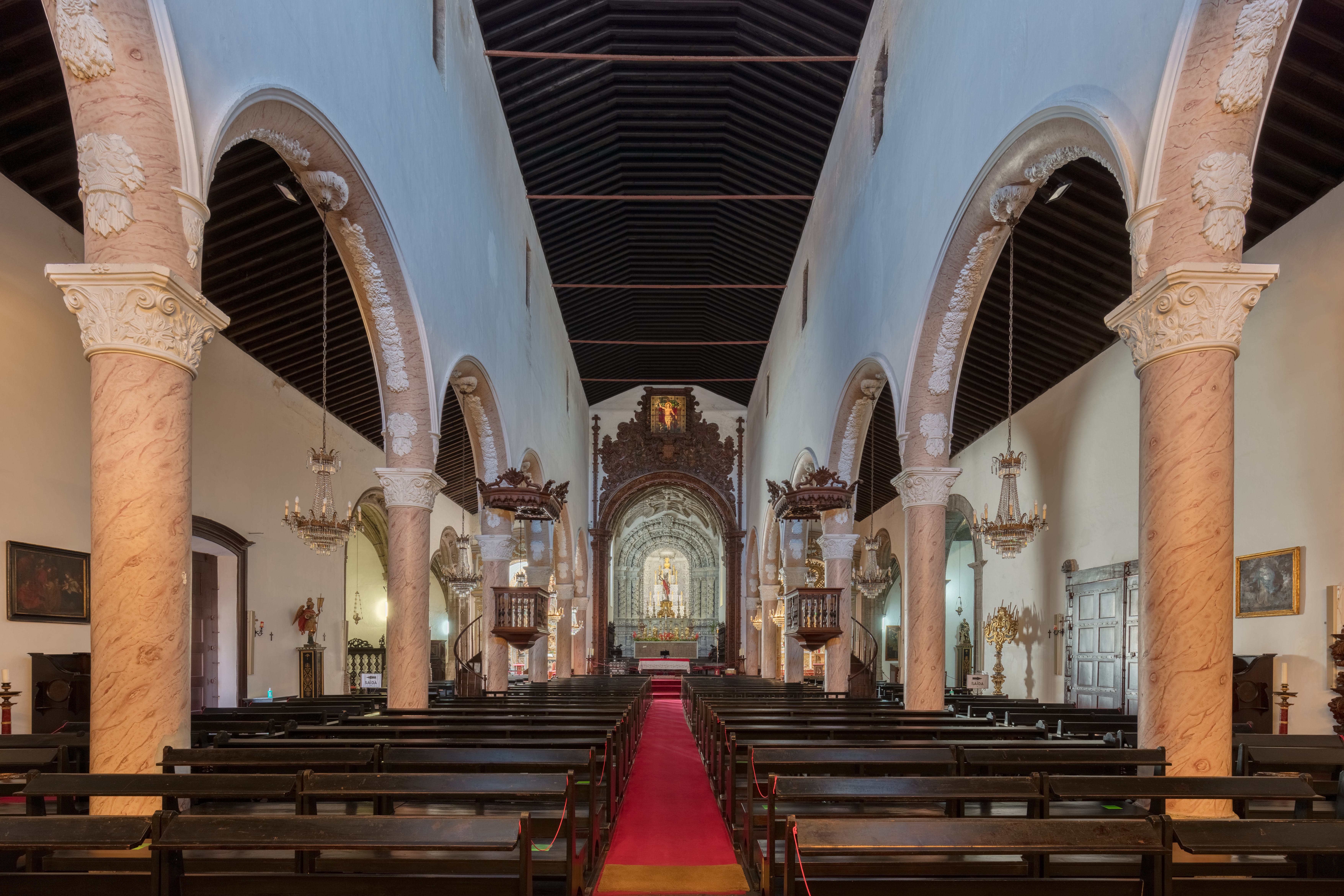
Igreja de São Sebastião: nave.

A Igreja Matriz de São Sebastião localiza-se freguesia de São Sebastião, na cidade e concelho de Ponta Delgada, na ilha de São Miguel, nos Açores.

## História
A sua construção remonta a uma ermida sob a invocação de São Sebastião, padroeiro da cidade, erguida após uma grande peste que a assolou, conforme referido pelo cronista Gaspar Frutuoso nas Saudades da Terra.
As obras do atual templo transcorreram entre 1531 e 1547, tendo recebido auxílios dos reis D. João III e D. Sebastião, datando desse período as magníficas portadas em estilo manuelino que chegaram até nós. As portas dos alçados laterais, em estilo barroco, são de basalto da ilha.
Encontra-se classificada como Imóvel de Interesse Público pelo Decreto nº 39.175, de 17 de Abril de 1953.

## Características
Ao longo dos séculos a edificação sofreu profundas transformações em seu conjunto, típico do estilo gótico em Portugal, com detalhes manuelinos e, posteriormente, barrocos. No século XVI, a torre sineira erguia-se no ângulo Nordeste. Na primeira metade do século XVIII, o templo foi objecto de extensa campanha de obras.
O altar-mor era inteiramente em talha dourada, havendo nele riquíssimos panos de azulejos.
O atual relógio na torre foi doado em fins do século XIX por António Joaquim Nunes da Silva.
Até há relativamente poucos anos existiam junto aos púlpitos, nas naves, dois coros, um deles com o órgão onde tocou o padre Joaquim Silvestre Serrão.
Entre as capelas, destacam-se a de Nossa Senhora do Rosário, onde o padre António Vieira instituiu a devoção ao Rosário em Ponta Delgada.

## Galeria

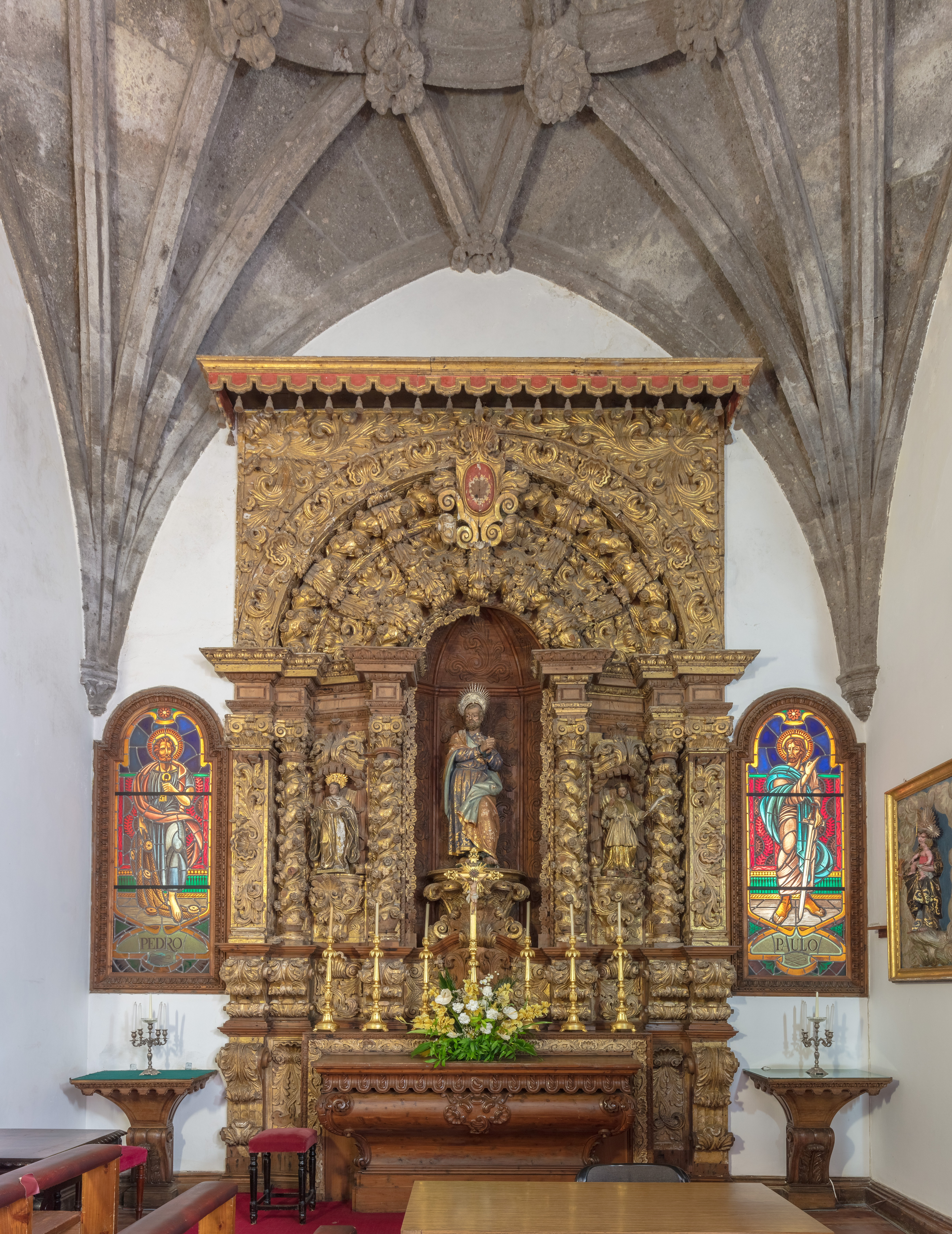
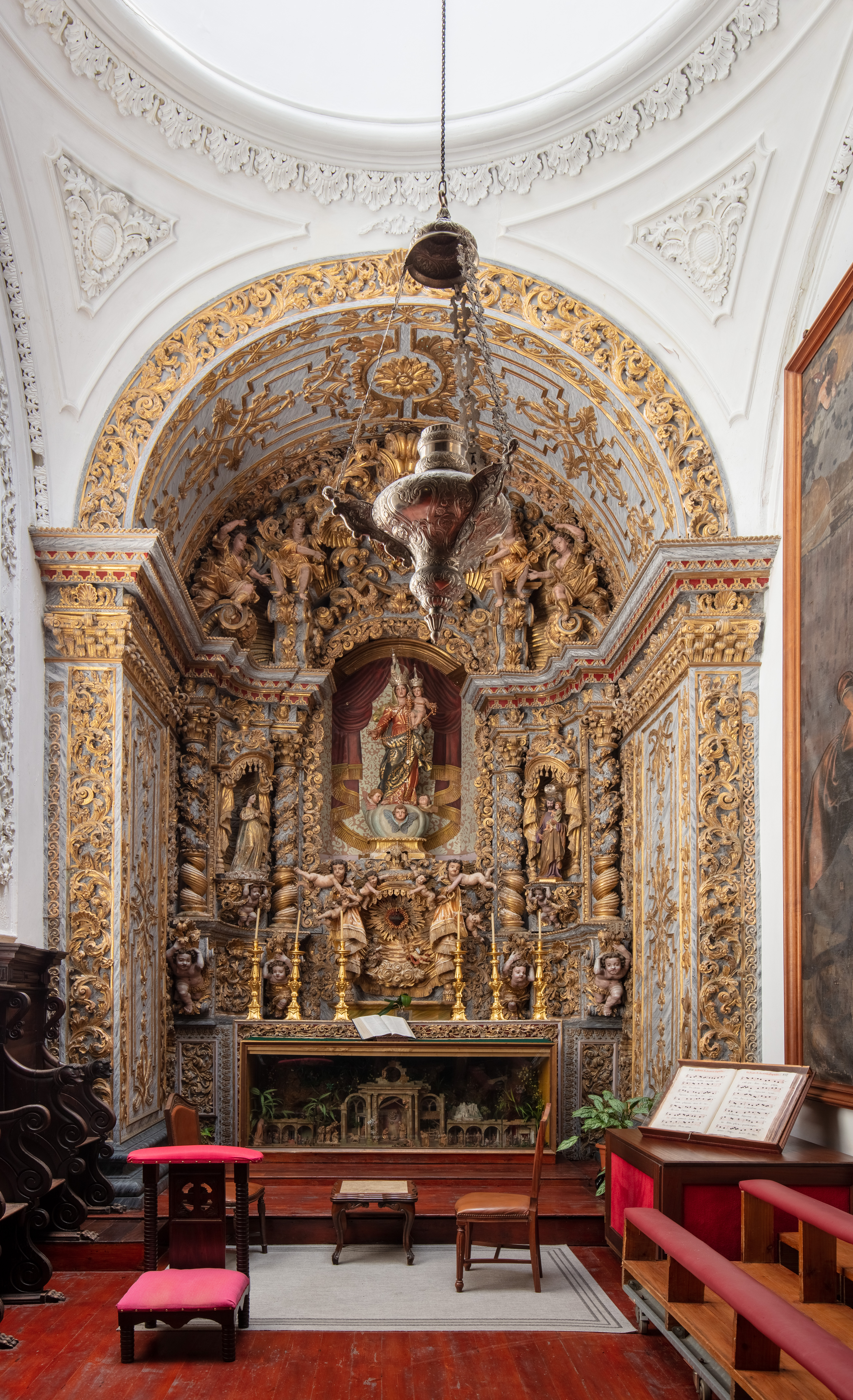
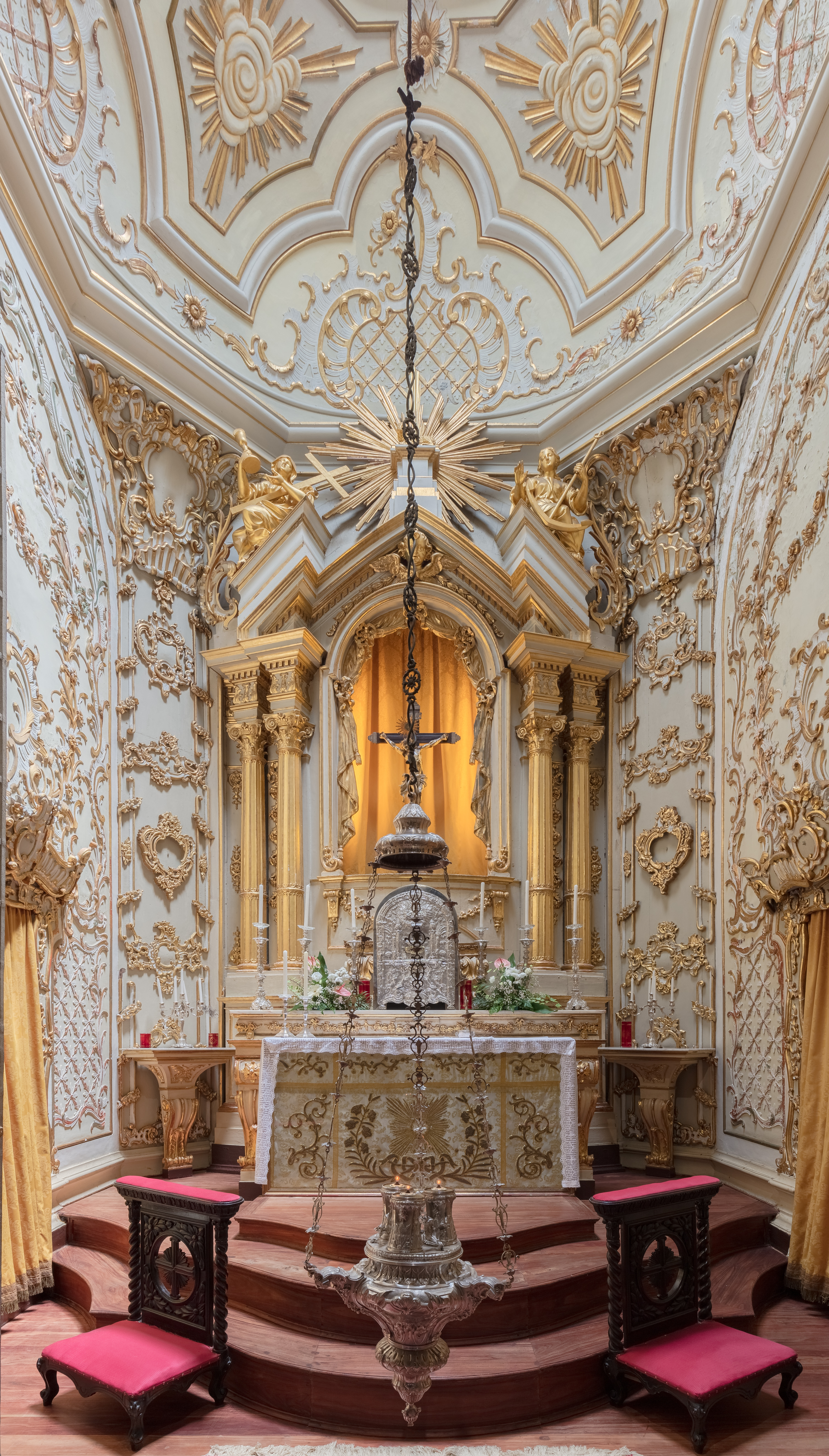
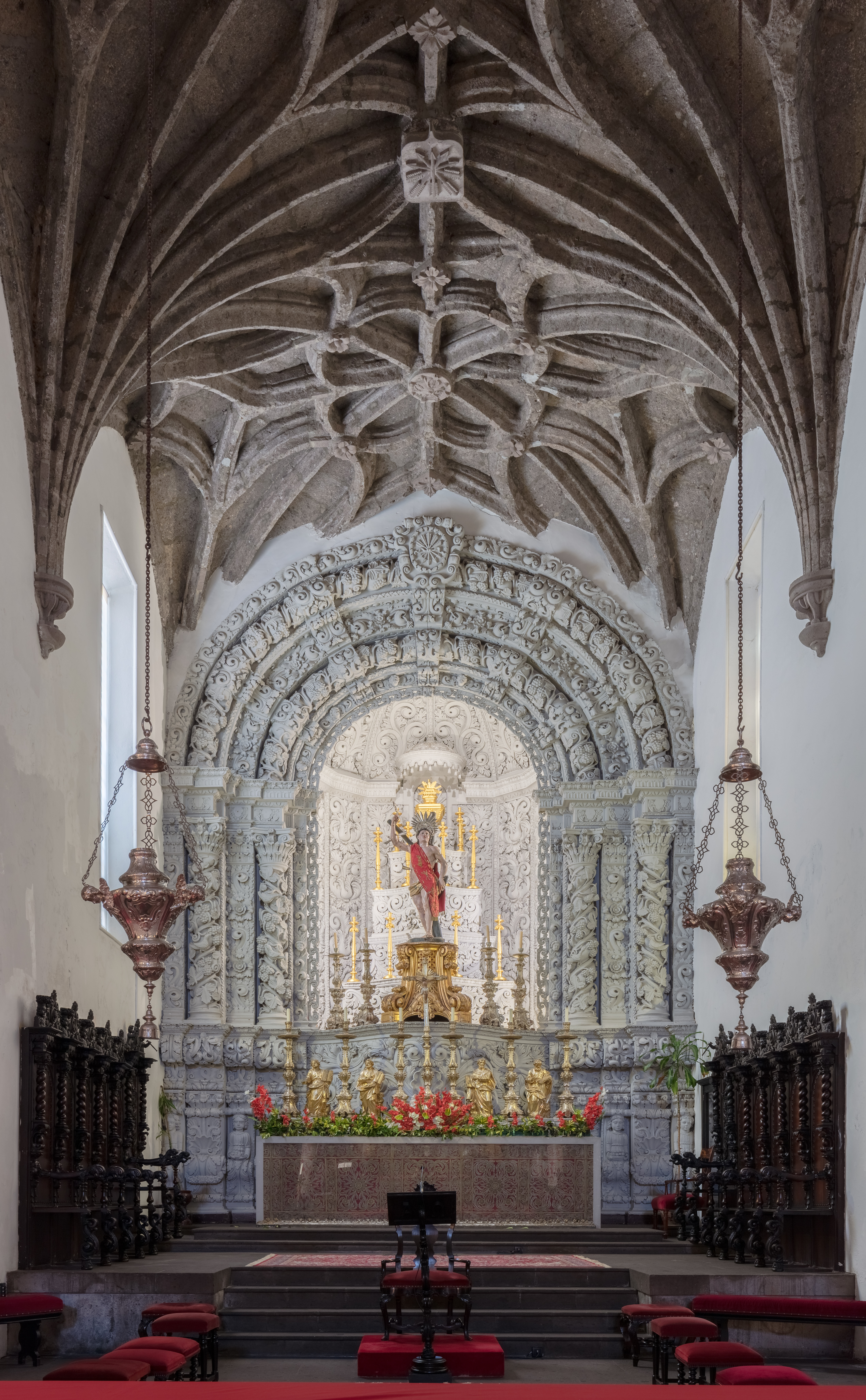
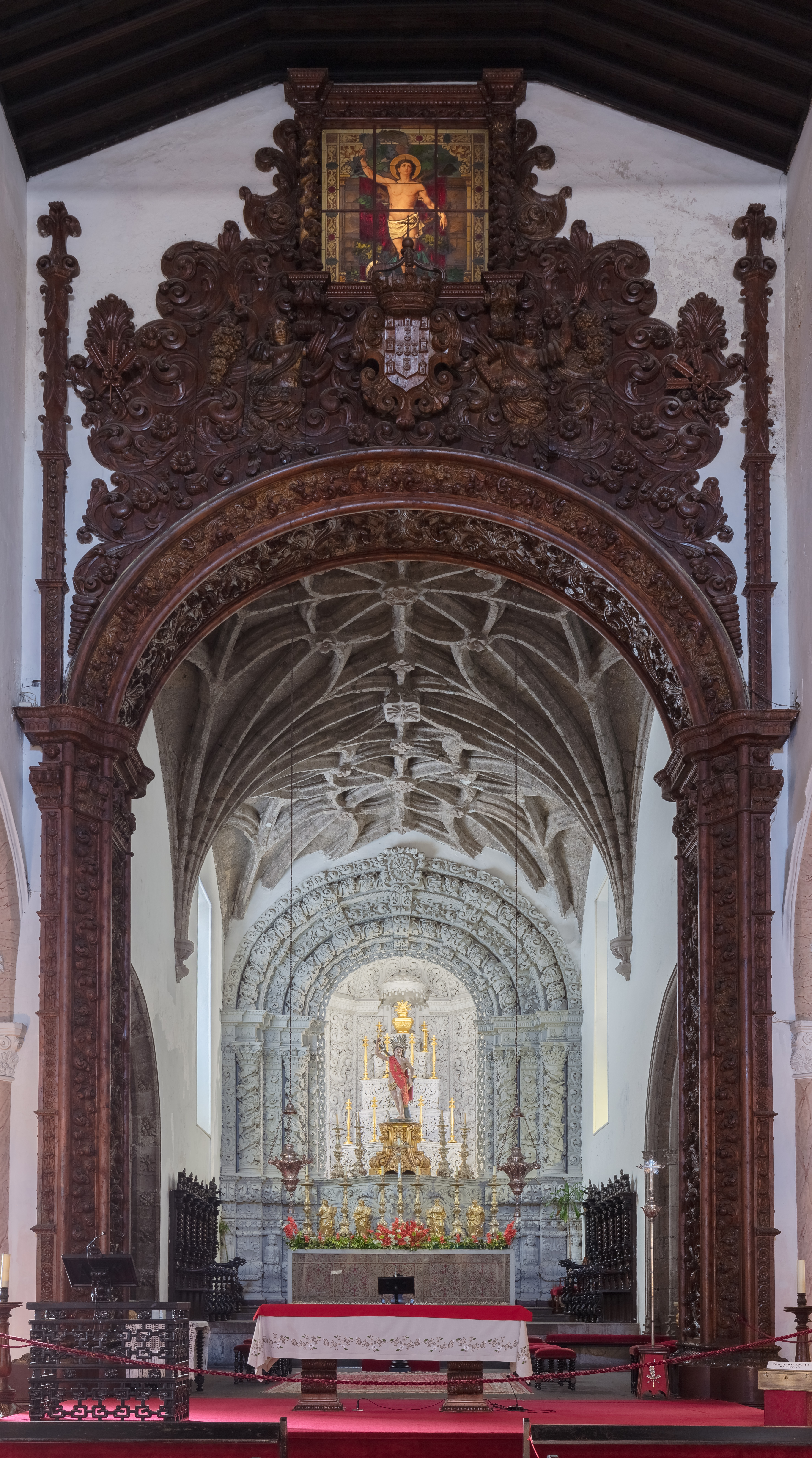
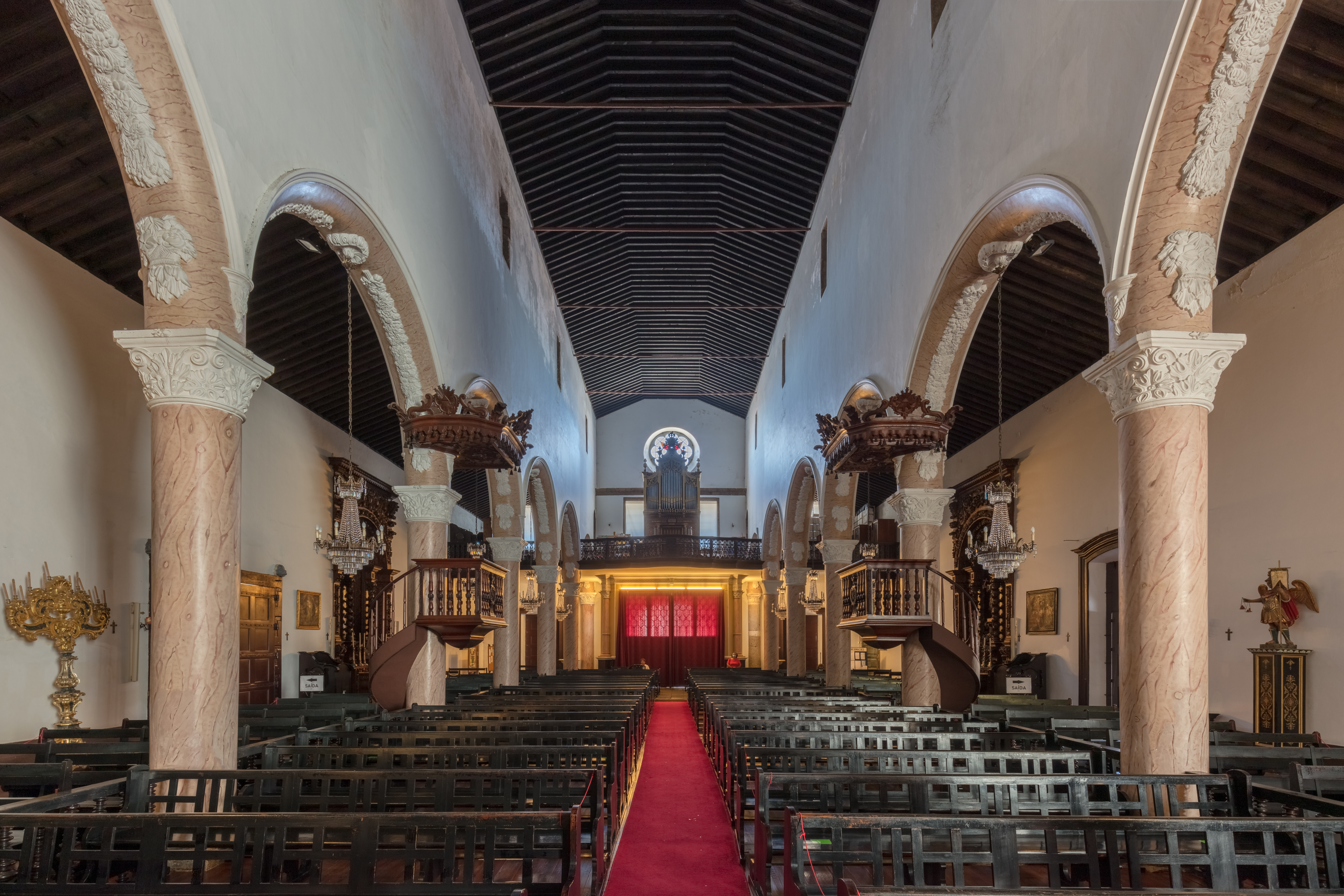
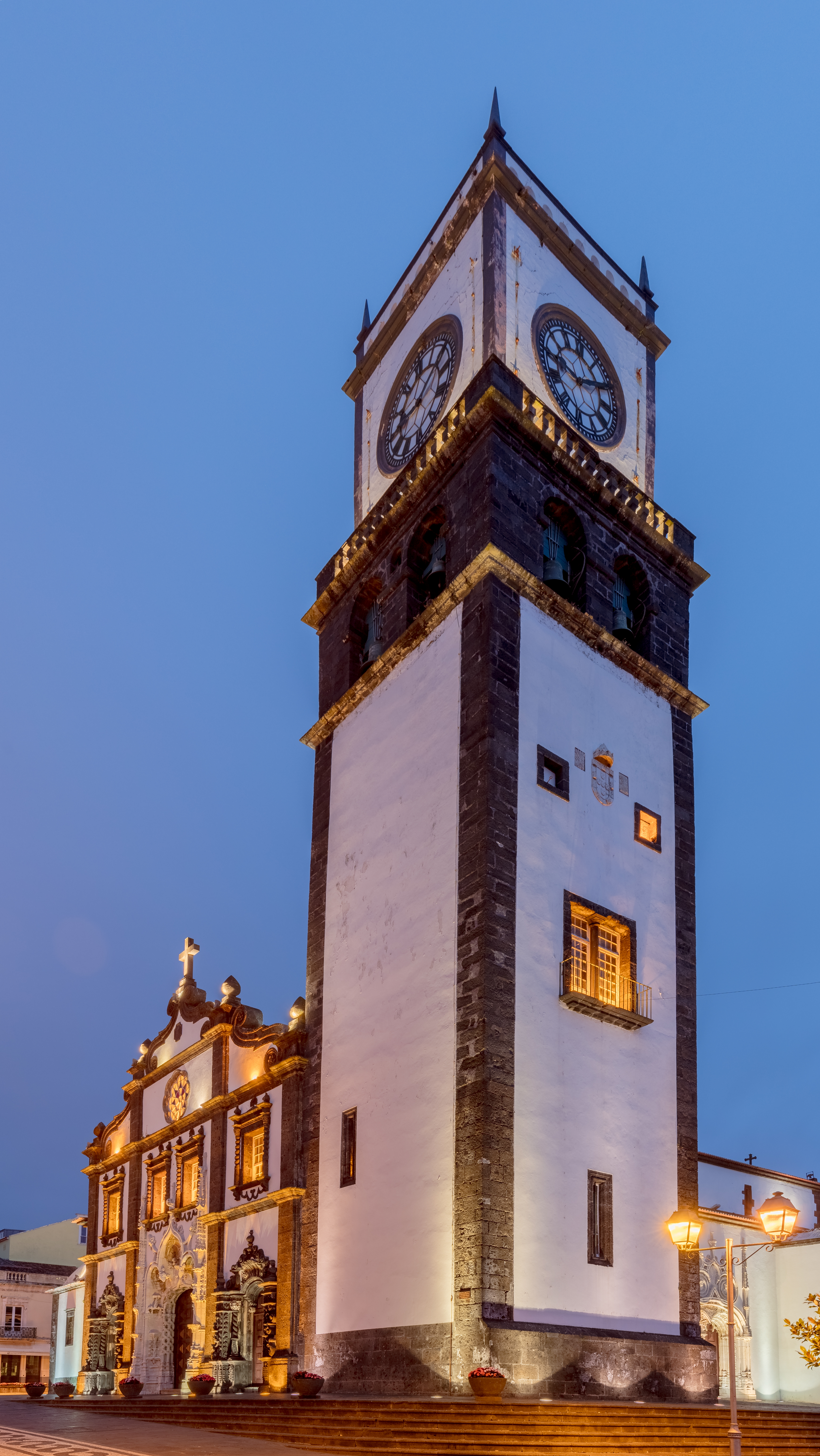
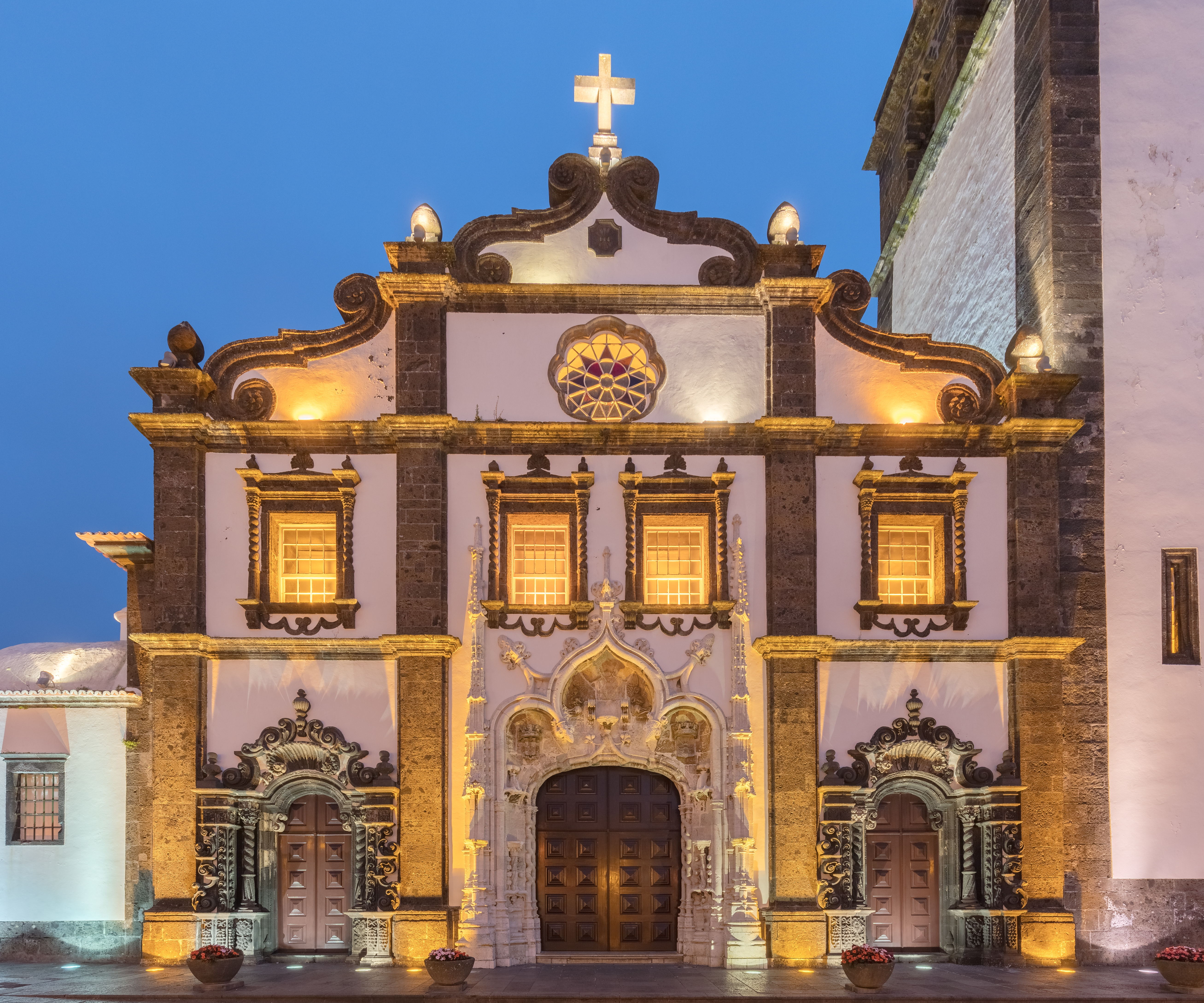
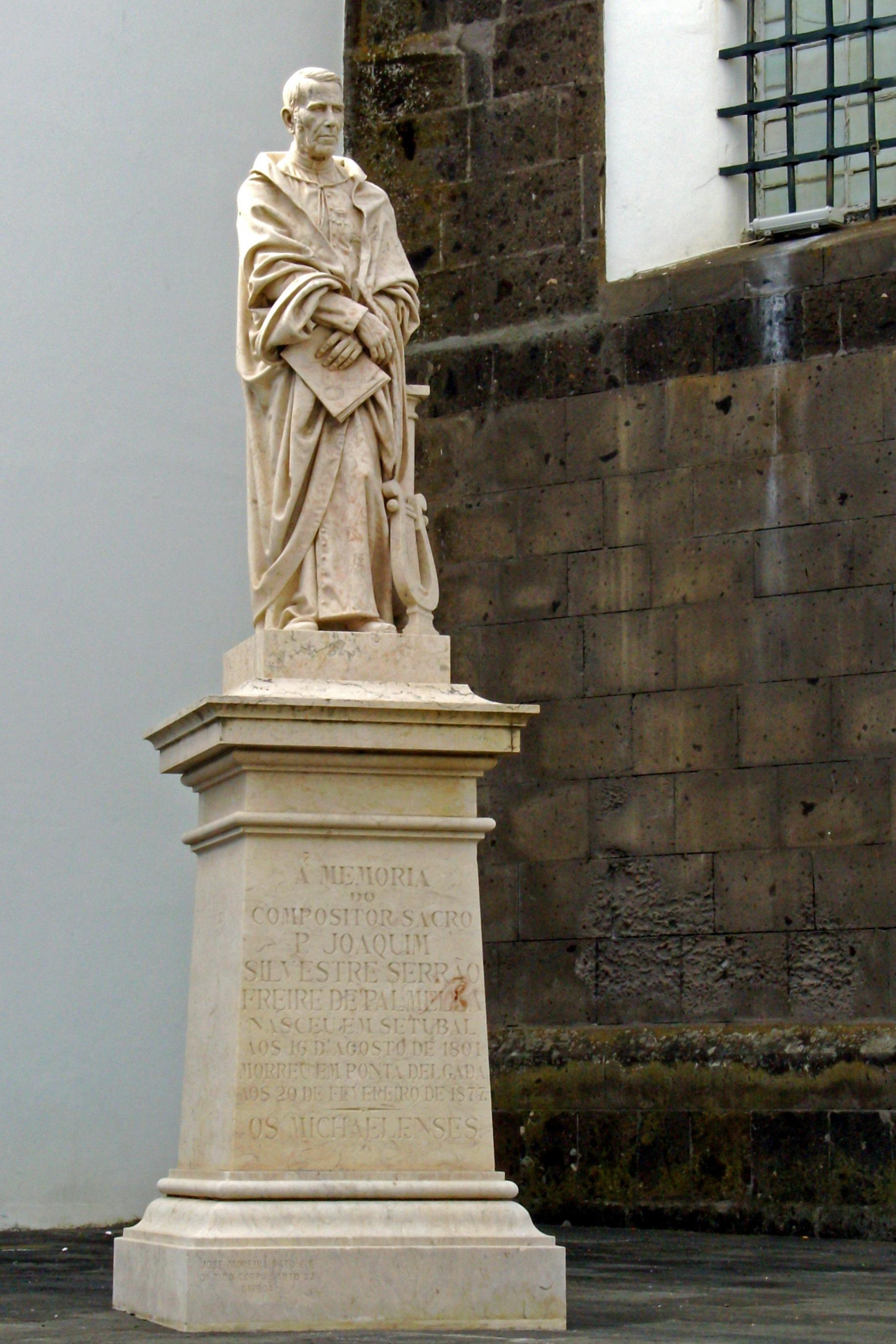
Monumento em homenagem a Joaquim Silvestre Serrão.